# Bunaeopsis editha
Bunaeopsis editha är en fjärilsart som beskrevs av Wichgraf 1914. Bunaeopsis editha ingår i släktet Bunaeopsis och familjen påfågelsspinnare. Inga underarter finns listade i Catalogue of Life.